# Гюлст (громада)
Гюлст (нід. Hulst) — муніципалітет на південному заході Нідерландів на сході Зеландської Фландрії з адміністративним центром в однойменному місті.

## Населені пункти
Місто
- Гюлст

Села
- Валсорден
- Вогелварде
- Гейкант
- Генгстдейк
- Грау
- Капеллебрюг
- Кейтарт
- Клінге
- Клостерзанде
- Ламсварде
- Ню-Намен
- Оссеніссе
- Сінт-Янстен
- Терголе

Селища
- Абсдале
- Балгук
- Босхкапелле
- Зандберг
- Крейсполдергавен
- Пал
- Перкполдер
- Стоппелдейк/Рапенбург

## Географія

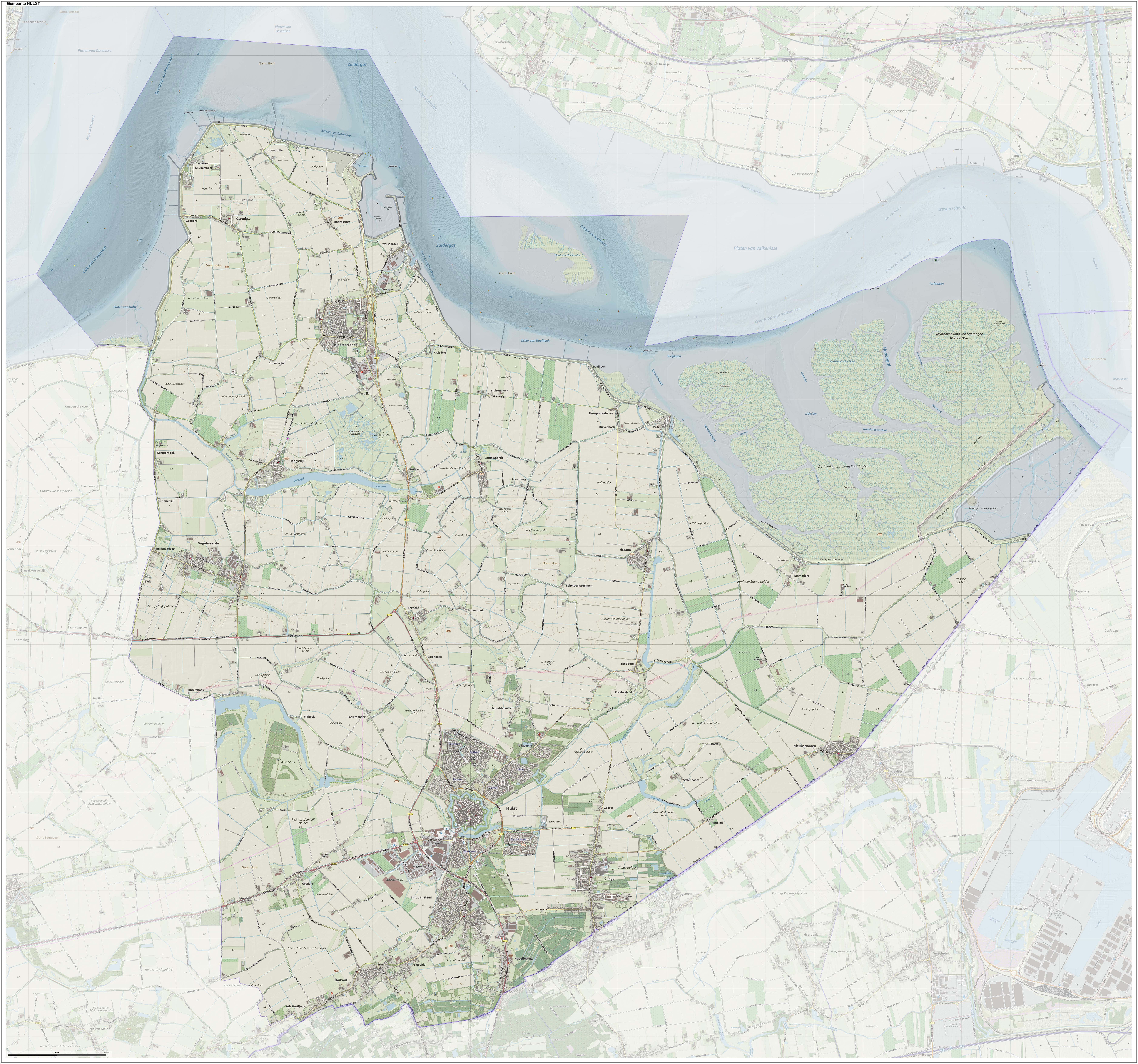
Голландська топографічна карта муніципалітету Гюлст, червень 2015 р

Гюлст межує з муніципалітетами Тернойзен на заході, Стекене (Бельгія) і Сінт-Гілліс-Ваас (B) на півдні, Беверен (B) на сході та Раймерсвал на півночі. Річка Західна Шельда розділяє землі Реймерсвааль і Гюлст.
Заплавна земля Сефтинге (Verdronken land van Saeftinghe) — природний заповідник на півночі муніципалітету. Його назва пов'язана з легендою Saeftinghe.

## Уряд
Мером Гюлста є Ян-Франс Малдер із Християнсько-демократичного заклику.